# Белобровый рыжий дятелок
Белобровый рыжий дятелок (лат. Sasia ochracea) — вид птиц семейства дятловых. Выделяют три подвида. Распространены в Южной и Юго-Восточной Азии.

## Описание
Белобровый рыжий дятелок — это маленькая, почти бесхвостая птица с длиной тела 9—10 сантиметров. Верхняя часть тела оливково-зелёная с красноватым или каштановым оттенком. Нижняя часть тела рыжеватая или цвета корицы, бока иногда желтоватые. Верхняя часть крыльев оливково-коричневая; кончики кроющих перьев желтоватые; первостепенные маховые перья с охристой каймой; подкрылье серое или кремовое. Корона оливково-зелёная с рыжеватым оттенком. За глазом отчётливо видно белое пятно, иногда слабое и нечёткое. Область между глазом и ноздрями рыжая. Кроющие перья ушей тёмно-зелёные. Радужная оболочка красная, выступающее мясистое орбитальное кольцо ярко-красное или розовое. Клюв сероватый. Ноги оранжевые или жёлтые; трёхпалые. Половой диморфизм выражен слабо. У самцов имеется небольшое золотое, оранжевое или жёлтое пятно на лбу; у самок его нет, а орбитальное кольцо более бледное. Молодые особи похожи на соответствующих взрослых особей, но более тусклые, сверху более зелёные, снизу серовато-зелёные.

## Вокализация
Наиболее часто можно услышать быстрые, пронзительные, гнусавые и пронзительные «chi-rrrrrrrrrr» или «tiiiiiiiiii», которые понижаются по высоте и затихают по окончании. Короткое, одиночное, пронзительное «chi», «chik» или «tsik». «Барабанная дробь» громкая, дребезжащая, с раскатами по 2—3 секунды каждый, которые начинаются быстро, затем затихают и заканчиваются 2—3 отчетливыми ударами. Обычно барабанят на бамбуке, который издает громкий, жестяной звук.

## Биология
Обитают в подлеске влажных или сухих лиственных или смешанных лесов, в джунглях и кустарниковых зарослях, особенно с виноградными лозами и бамбуком. Обычны вблизи водно-болотных угодий. Встречаются на высоте от 250 до 2600 метров над уровнем моря. Осёдлый вид.
Добывают корм поодиночке, парами или в смешанных стаях. Иногда спускаются на лесную подстилку, и даже прыгают с приподнятым хвостом. В состав рациона входят муравьи, мелкие пауки, мелкие короеды и другие беспозвоночные на всех стадиях развития.
Размножение происходит в период с марта по июль. В кладке 2—4 яйца.

## Подвиды и распространение
Выделяют три подвида:
- S. o. ochracea Hodgson, 1837 — от севера Индии и Непала до Таиланда и Вьетнама
- S. o. reichenowi Hesse, 1911 — юг Мьянмы и юго-запад Таиланда
- S. o. kinneari	 Stresemann, 1929 — юг Китая и север Вьетнама